# Choice
Choice was het achtste muziekalbum dat het Duitse Tangerine Dream uitbracht in 2008. Het werd uitgegeven in het kader van een Amerikaans-Britse tournee die hen naar (Londen (1 november), Edinburgh (2 november) en Los Angeles (7 november) voerde. Het album bevat twee heropnamen van oude tracks en één nieuwe track.

## Muziek
| Nr. | Titel                                                                    | Duur |
| --- | ------------------------------------------------------------------------ | ---- |
| 1.  | Love on a real train (2008-versie van de film Risky Business-soundtrack) |      |
| 2.  | Scrap yard (2008-versie van Thief)                                       |      |
| 3.  | Sally's garden (nieuw; een traditional)                                  |      |

De muziek is opnieuw ingespeeld door Edgar Froese met medewerking van:
- Bernard Beibl – gitaar (2);
- Linda Spa – saxofoon (3)

CD1: Das romantische Opfer ·
CD2: Fallen Angels ·
CD3: Choice ·
CD4: Flame ·
CD5: A Cage in Search of a Bird ·
CD6: Zeitgeist EP ·
CD7: The Gate of Saturn ·
CD8: Mona da Vinci ·
CD9: Machu Picchu ·
CD10: Josephine the mouse singer ·
CD11: Mala Kunia ·
CD12: Quantum key